# Cymatoplex crenulata
Cymatoplex crenulata là một loài bướm đêm trong họ Geometridae.